# Wang Hong (arquera)
Wang Hong (xinès: 王红)  (22 de maig de 1965) és una tiradora amb arc xinesa, ja retirada, que va competir durant les dècades de dècada de 1980 i 1990.
El 1992 va prendre part en els Jocs Olímpics d'Estiu de Barcelona, on va disputar dues proves del programa de tir amb arc. Guanyà la medalla de plata en la prova per equips, formant equip amb Ma Xiangjun i Wang Xiaozhu, mentre en la prova individual fou trenta-unena.
Va disputar tres edicions del Campionat del món de tir amb arc, però no va guanyar cap medalla.